# دوروثي لانج
دوروثي لانج (بالإنجليزية: Dorothea Lange)‏ (مواليد 26 مايو 1895) هي مصورة صحفية ووثائقية أمريكية، اشتهرت بعملها في إدارة أمن المزارع أثناء فترة الكساد الكبير، حيثُ لعبت دورًا كبيرًا في إظهار نواتج الكساد الكبير، وكان لها أثر على تطور التصوير الفوتوغرافي الوثائقي.، وقد اعتبرت من  أبرز موثقي الصّور.
اشتهرت في تصويرها الفوتوغرافي الوثائقي الذي جسّد فترة الكساد الكبير في أمريكا عام 1929. ومن أبرز لقطاتها في هذه الفترة صورة الأم المهاجرة. فقد تمّت الإشادة بهذه الصّورة (في بومو، 1936) باعتبارها خلاصة الحقائق المتغيرة بسرعة في ذلك الوقت.

## نشأتها
ولدت لانج دوروثي مارغريتا نوتز هورن في 26 مايو عام 1895 هوبوكين، نيوجيرسي، للجيل الثاني من المهاجرين الأمريكيين الألمان هاينريش نوتزهورن ويوهنا لانج. عندما كانت في الثانية عشرة من عمرها، تخلّى والدها عن العائلة وأخذ لانج اسم والدتها قبل الزواج.
أصيبت بشلل الأطفال في سن السابعة، ممّا تركها بعرج دائم في ساقها اليمنى، والتي من المرجّح أنّها ساعدت لانج على تطوير التعاطف مع "الغريب" الذي سيظلّ سمة مميزة لعملها كمصوّرة وثائقيّة. تحدّت دوروثي إعاقتها وأكملت دراستها وتخرجت. بعدها حصلت على عمل في استوديو المصوّرين الرّائدين بعد أن كان حلمها هو ممارسة مهنة التّصوير.
كانت لانج مقيمة منذ فترة طويلة في منطقة الخليج وأدارت استوديو بورتريه في سان فرانسيسكو من عام 1918 حتى أوائل ثلاثينيات القرن العشرين، خلال زواجها الأول من الرّسّام ماينارد ديكسون. في هذه الفترة، خططت لانج وصديقها للعمل في مجالهما في جميع أنحاء العالم، لكن تقطّعت بهما السبل في سان فرانسيسكو بعد أن فقدا مدّخراتهما في عملية سطو.
في عام 1929 كانت تشغل منصب إدارة أمن المزارع فترة الكساد الكبير في أمريكا. ساهمت آنذاك بفعاليّة تطوّر التّصوير الفوتوغرافيّ الوثائقيّ، حيث وثّقت الأحداث الّتي كانت تجري في تلك الفترة.
في عام 1935، تزوّجت من أستاذ الاقتصاد في جامعة كاليفورنيا في بيركلي بول شوستر تايلور، حيث شرعت في العمل لصالح إدارة إعادة التّوطين في الولايات المتّحدة، وإدارة الأمن الزّراعيّ الّتي أنتجت أفضل صورها المعروفة.
وعاشت  في بيركلي حتى وفاتها في 11 أكتوبر 1965 في سان فرانسيسكو، كاليفورنيا، الولايات المتحدة الأميركية عن عمر يناهز 70 عاما، بسبب سرطان المريء.

## إنجازاتها
كانت لانج واحدة من أبرز موثقي  الصّور للمزارعين والعمّال المهاجرين عندما عملت في إدارة أمن المزارع خلال فترة الكساد الكبير.. في عام 1940، كانت أوّل امرأة تمنح زمالة غوغنهايم في التصوير الفوتوغرافيّ. وهي لم تكن خائفة من تسليط الضّوء على حقائق أمريكا المظلمة.
من بين الموضوعات الأكثر شهرة، الّتي سجّلتها دوروثي لانج، في حياتها المهنيّة الرّائدة في القرن العشرين، الفقر والتّهميش العنصريّ؛ معسكرات الاعتقال؛ والحياة في زمن الحرب. من صُورها لعمّال المزارع المهاجرين في الثّلاثينيّات، إلى صورها، الّتي تُظهِر الأمريكيّين اليابانيّين في مراكز "إعادة التّوطين"، الّتي فرضتها الحكومة خلال فترة الأربعينيّات.

## أعمالها
- نزوح أمريكيّ عام 1939 مع "بولس. تايلور (زوجها الثّاني)[25]
- صور فوتوغرافيّة في أرض الحرّيّة عام 1938[25]
- صورة الأمّ المهاجرة عام 1936[23]

## الجوائز
1. زمالة غوغنهايم في التصوير الفوتوغرافيّ.

## معرض الصور

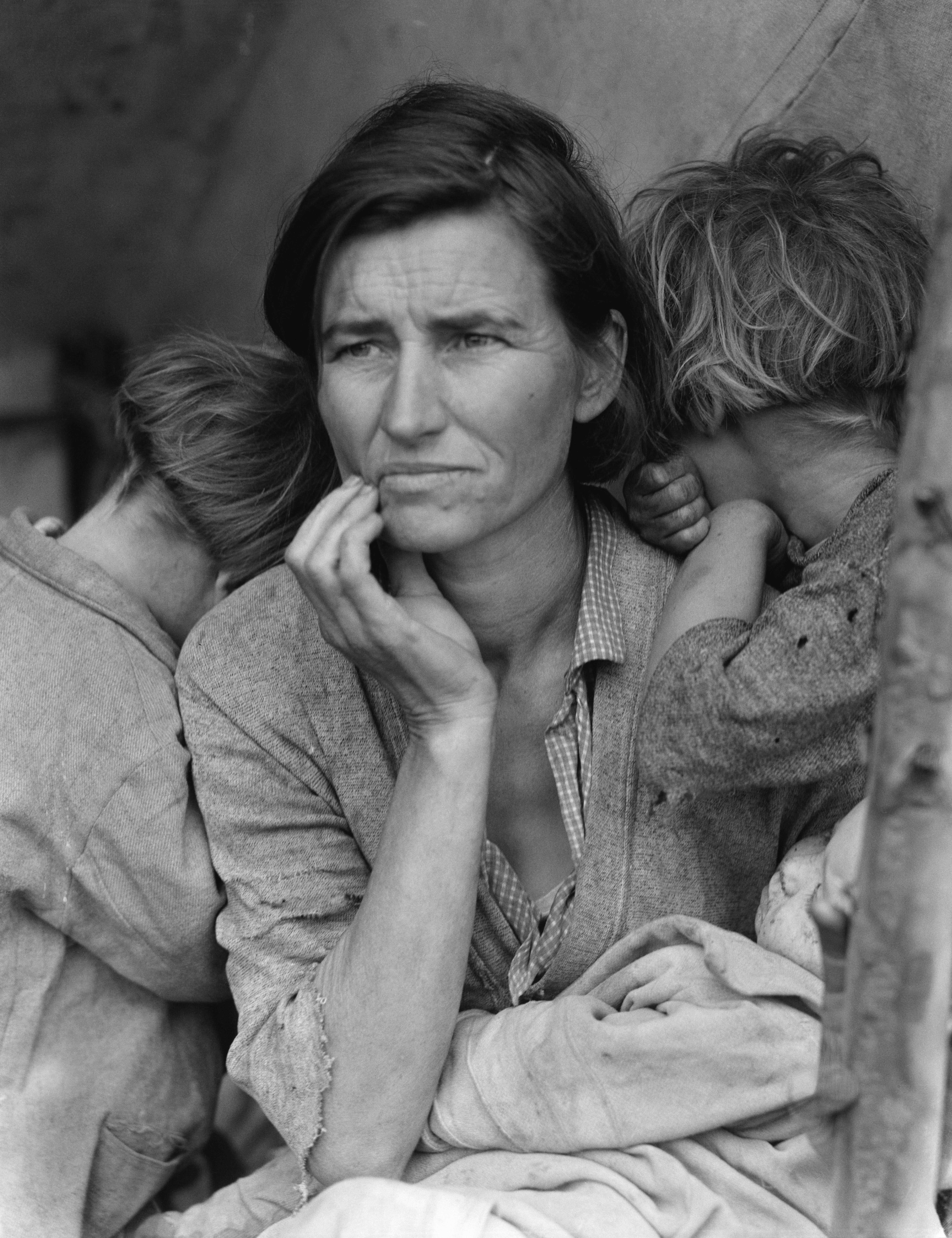
صورة الأم المهاجرة (فلورنسا طومسون)، من تصوير دوروثي عام 1936

## روابط خارجية
- دوروثي لانج على موقع IMDb (الإنجليزية)
- دوروثي لانج على موقع الموسوعة البريطانية (الإنجليزية)
- دوروثي لانج على موقع ميوزك برينز (الإنجليزية)
- دوروثي لانج على موقع إن إن دي بي (الإنجليزية)
- دوروثي لانج على موقع ديسكوغز (الإنجليزية)